# روما موسم 2023–24
كان موسم 2023–24 هو الموسم السابع والتسعين في تاريخ روما وموسمهم الثاني والسبعين على التوالي في الدرجة الأولى. شارك النادي في الدوري الإيطالي وكأس إيطاليا والدوري الأوروبي.
في 16 يناير 2024، تم إنهاء خدمة المدرب جوزيه مورينيو من منصبه بعد عامين ونصف في النادي، عقب الخروج من كأس إيطاليا على يد الغريم لاتسيو، مع احتلال روما المركز التاسع في جدول الدوري. تم استبداله بقائد النادي السابق دانييلي دي روسي بعقد حتى نهاية الموسم.  في 18 أبريل، أعلن المالكان دان وريان فريدكين عن نيتهما الاحتفاظ بدي روسي كمدير "في المستقبل المنظور". كما غادر المدير العام تياجو بينتو النادي بالتراضي في 3 فبراير 2024.

## الانتقالات

#### الإعارات
| #  | مركز | اللاعب        | انتقل من         | المبلغ                      | التاريخ       | المصدر |
| -- | ---- | ------------- | ---------------- | --------------------------- | ------------- | ------ |
| 14 | DF   | دييغو يورينتي | ليدز يونايتد     | قرض ممتدة                   | 8 يوليو 2023  | [ 2 ]  |
| 43 | DF   | راسموس نيسن   | ليدز يونايتد     | إعارة                       | 14 يوليو 2023 | [ 3 ]  |
| 20 | MF   | ريناتو سانشيز | باريس سان جيرمان | رسوم الإعارة 1 مليون يورو   | 16 أغسطس 2023 | [ 4 ]  |
| 17 | FW   | سردار آزمون   | باير ليفركوزن    | إعارة                       | 26 أغسطس 2023 | [ 5 ]  |
| 90 | FW   | روميلو لوكاكو | تشيلسي           | رسوم الإعارة 5.8 مليون يورو | 31 أغسطس 2023 | [ 6 ]  |
| 3  | DF   | دين هويسن     | يوفنتوس          | إعارة                       | 6 يناير 2024  | [ 7 ]  |
| 69 | DF   | أنجيلينو      | آر بي لايبزيغ    | إعارة                       | 30 يناير 2024 | [ 8 ]  |